# Radio Camargue
Radio Camargue est une radio locale du sud de la France créée en juin 1991 à Arles par Philippe Goze, josé Valli et Éric Algoud,. Elle est destinée aux provencaux et languedociens avec de l'information locale, des bons plans sorties, des jeux de proximité, de la musique Hit and Gold et diffusant ses programmes dans les départements du Gard, des Bouches-du-Rhône, sud du Vaucluse et l'est de Hérault.

## Historique
La diffusion de Radio Camargue a connu plusieurs étapes. À sa création, en 1991, la radio n'émettait que durant les 2 mois d'été, le premier animateur était Hervé, venu d' Aix en Pce avec plusieurs années de radio, ainsi que durant la période de Noël. Ce n'est qu'en 1996 que la station obtient sa fréquence définitive, 94,6 MHz, avec l'autorisation d'émettre toute l'année. Le renforcement de l'équipe en 1998 et 2004 permet la mise en place de grille de programme locale et variée. En mars 2014, la radio rejoint le groupement Les Indés Radios.

## Fréquences
- Camargue : 94,6 MHz